# 奈良まほろばソムリエ検定
奈良まほろばソムリエ検定（ならまほろばソムリエけんてい）とは、奈良商工会議所が主催し、奈良県、奈良市、奈良県商工会議所連合会、奈良県商工会連合会が後援する奈良県対象のご当地検定。「奈良検定（ならけんてい）」と略称される。

## 概要
奈良まほろばソムリエ育成事業として実施されている。奈良県内の歴史・観光・文化・行事・自然・地理などを網羅した専門知識を身につけた人材や、奈良ファンの育成を目的とする。
基本的な知識水準を奈良通2級、高度な知識水準を奈良通1級、さらにその上の奈良観光に関する専門的な知識をもつ水準を奈良まほろばソムリエと3段階の階級で実施する。初年度は奈良通2級のみを行い、合格者が次年度以降、さらに上位の検定を受験できる資格を持つ。
第1回の検定試験は2007年（平成19年）1月14日に行われた。最年少で9歳、最年長では88歳からの申し込みがあり、出願者数は4038人。約2割は県外在住者であった。
第3回検定は2009年（平成21年）1月11日に、奈良大・帝塚山大・東京都文京区のお茶の水女子大にて行われた。

## 出題範囲
県内全域の神社仏閣や史跡、歴史、年中行事、伝統工芸、自然景勝地、のほか、万葉集にまつわる土地などに関する知識を問う。90分のマークシート形式の選択問題に加え、1級以上は体験学習の実施も検討している。

## 受験資格
奈良通2級　年齢・性別・国籍などを問わず誰でも指定会場にて受験することができる。
奈良通1級　奈良通2級合格者。
奈良まほろばソムリエ　奈良通1級合格者。

## 合格基準
全ての級において100点満点とし、それぞれ70点以上で合格。合格発表は2月中に行う。

## 第1回試験結果
受験者3544人中、26都府県の1397人が合格し、合格率は39.4％。平均点は62.9点。合格者の最年少は9歳、最年長は88歳。100点満点が1人だった。50歳以上の合格率は57.9％で、50歳未満の24.9％を大きく上回った。20歳未満が14％と最も低く、20歳代が16％、30代は24％、40代も33％と平均を下回った。一方で50代は51％、60代は65％、70代は68％と高くなり、80代は6人全員が合格した。 